# Qaşrīān
Qaşrīān (persiska: قصريان, قَسريّان, قَصرِيان) är en ort i Iran.   Den ligger i provinsen Kurdistan, i den nordvästra delen av landet, 400 km väster om huvudstaden Teheran. Qaşrīān ligger 1 682 meter över havet och antalet invånare är 158.
Terrängen runt Qaşrīān är lite bergig. Runt Qaşrīān är det ganska tätbefolkat, med 65 invånare per kvadratkilometer. Närmaste större samhälle är Sanandaj, 19,5 km norr om Qaşrīān. Trakten runt Qaşrīān består i huvudsak av gräsmarker.